# گچمنکوئی
گچمنکوئی (به لاتین: Göçmenköy) یک منطقهٔ مسکونی در قبرس است که در نیکوزیا واقع شده‌است. گچمنکوئی ۳٬۰۰۳ نفر جمعیت دارد.